# Грабарчук Іван Якович
Іван Якович Грабарчук (нар. 1931, тепер Закарпатська область — ?) — український радянський діяч, новатор виробництва, машиніст тепловоза депо станції Чоп Закарпатської області. Депутат Верховної Ради УРСР 6-го скликання.

## Біографія
Трудову діяльність розпочав кочегаром на залізниці.
Закінчив курси машиністів тепловозів.
З 1950-х років — машиніст тепловоза депо станції Чоп Закарпатської області.